# من باید خیلی خوش‌شانس باشم
«من باید خیلی خوش‌شانس باشم» تک‌آهنگی از هنرمند اهل استرالیا کایلی مینوگ است که در سال ۱۹۸۷ میلادی منتشر شد. این تک‌آهنگ در آلبوم کایلی (آلبوم) قرار داشت.